# Rosina
Rosina es un municipio del distrito de Žilina en la región de Žilina, Eslovaquia, con una población estimada a final del año 2024 de 3374 habitantes.
Se encuentra ubicado al oeste de la región, cerca del curso alto del río Váh (cuenca hidrográfica del Danubio) y de la frontera con la región de Trenčín.

## Demografía
| Año        | 1994 | 2004    | 2014    | 2024    |
| ---------- | ---- | ------- | ------- | ------- |
| Población  | 2617 | 2854    | 3116    | 3374    |
| Diferencia |      | +9,05 % | +9,18 % | +8,27 % |

| Año        | 2023 | 2024    |
| ---------- | ---- | ------- |
| Población  | 3382 | 3374    |
| Diferencia |      | −0,23 % |